# Elegia asperiflora
Elegia asperiflora är en gräsväxtart som först beskrevs av Christian Gottfried Daniel Nees von Esenbeck, och fick sitt nu gällande namn av Carl Sigismund Kunth. Elegia asperiflora ingår i släktet Elegia och familjen Restionaceae. Inga underarter finns listade i Catalogue of Life.